# Mariánský sloup (Český Krumlov)
Mariánský sloup v Českém Krumlově je barokní sakrální stavba, tzv. mariánský sloup, ve městě Český Krumlov v jižních Čechách. Nachází se na náměstí Svornosti, hlavním městském náměstí. Roku 1844 byl přetvořen na kašnu.

## Historie

### Mariánský sloup
Sloup byl postaven jako poděkování svatým za ukončení morové epidemie, která postihla Český Krumlov, stejně jako celou Habsburskou monarchii, v letech 1680–1682. Stavbu sloupu financovala Marie Ernestina ze Schwarzenbergu. Později byla dozdoben plastikou Panny Marie Immaculaty z let 1712–1716, v reakci na přečkání další morové epidemie, z dílny pražského sochaře Matěje Václava Jäckela a místního kameníka Jana Planskera.

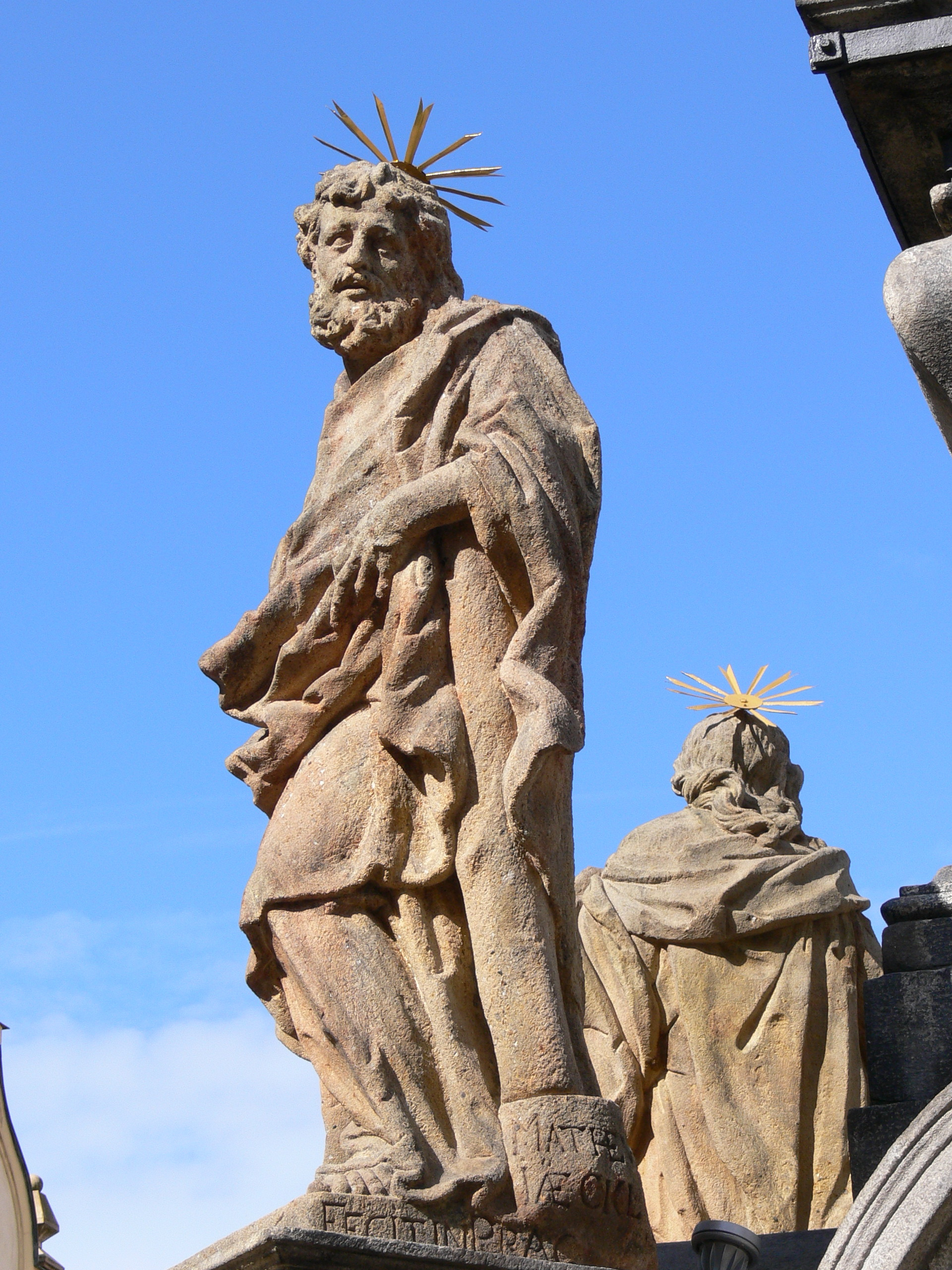
Socha Judy Tadeáše se signaturou Matěje Václava Jäckela

### Kašna
První zmínka o vodní nádrži na městském náměstí se datuje do roku 1388. Ta byla dřevěná, doplněná korytem pro napájení koní a sloužila mj. též k protipožárním účelům. V roce 1577 sem byla napojena voda z městského rybníka u Horní brány a nádrž byla nahrazena kamennou. V roce 1843 byl technický stav studny tak špatný, že bylo rozhodnuto o její likvidaci. Namísto ní byla roku 1844 vybudovana okolo morového sloupu kameníkem Josefem Hauberem vodní nádrž a vodovodní potrubí, čímž vznikla nová kašna.
Od roku 1958 je objekt chráněn jako kulturní památka.

## Popis
Sloup ma čtyřbokou, v rozích prožlabenou bazi s kuželkovou balustrádou. Spočívá na soklu, ze dvou protilehlých stran doplněném schody. Z dalších dvou stran přiléhá vana kašny, do které míří reliéfní chrlič ve tvaru lví hlavy. Čtyřboká kaple je uzavřená, má čtyři niky, v nichž stojí čtyři sochy světců, Rocha, Františka Xaverského a sv. Šebestiána  (patronů proti moru) a Kajetána z Tiene. Plochou střechu kaple obíhá plasticky vyložená zvlněná římsa. V rozích stříšky jsou umístěny čtyři sochy stojících světců: sv. sv. Václava, sv. Víta, sv. Jana Evangelisty a sv. Judy Tadeáše. 
Uprostřed stříšky je umístěn čtyřboký podstavec sloupu s dvojicí plastických znakových kartuší pod knížecí korunkou. Jsou na nich vytesané alianční erby objednavatelů, jimiž byli manželé Jan Kristián I. z Eggenbergu a Marie Arnoštka ze Schwarzenbergu.  Sloup má korintskou hlavici a na ní sochu Panny Marie Neposkvrněného početí, stojící na zemské sféře ovinuté hadem, se sepjatýma rukama, kolem hlavy má svatozář s 12 pozlacenými hvězdami.
Signatura sochaře je vytesaná na soše sv. Judy vzadu na soklu a zní: MATTHAEVS JAECKEL FECIT PRAGAE.